# Росеро, Даниэль
Дани Алехандро Росеро Валенсия (англ. Dany Alejandro Rosero Valencia; род. 6 октября 1993[…], Богота) — колумбийский футболист, защитник клуба «Спортинг Канзас-Сити».

## Клубная карьера
Росеро — воспитанник аргентинского клуба «Арсенал». 3 октября 2013 года в поединке Кубка Аргентины против «Олл Бойз» Дани дебютировал за основной состав. 11 мая 014 года в матче против «Бельграно» он дебютировал в аргентинской Примере. В составе клуба Дани стал обладателем национального кубка. В начале 2016 года Росеро вернулся на родину, став игроком «Патриотас Бояка». 19 февраля в матче против «Энвигадо» он дебютировал в Кубке Мустанга. 15 мая в поединке против «Атлетико Насьональ» Дани забил свой первый гол за «Патриотас Бояка».
В начале 2017 года Росеро перешёл в «Депортиво Кали». 13 марта в матче против «Индепендьенте Санта-Фе» он дебютировал за новый клуб. 12 августа 2018 года в поединке против «Индепендьенте Медельин» Дани забил свой первый гол за «Депортиво Кали».
В начале 2020 года Росеро подписал контракт с «Атлетико Хуниор». 26 января в матче против «Ла Экидад» он дебютировал за новую команду. 18 октября в поединке против «Депортиво Перейра» Дани забил свой первый гол за «Атлетико Хуниор».
2 марта 2023 года Росеро перешёл в клуб MLS «Спортинг Канзас-Сити», подписав контракт до конца сезона 2025 с опцией продления на сезон 2026. В высшей лиге США дебютировал 1 апреля в матче против «Филадельфии Юнион». 13 мая в матче против «Миннесоты Юнайтед» забил свой первый гол в MLS.

## Достижения
Командные
 «Арсенал» (Саранди)
- Обладатель Кубка Аргентины — 2012/2013